# Banara serrata
Banara serrata là một loài thực vật có hoa trong họ Liễu. Loài này được (Vell.) Warb. mô tả khoa học đầu tiên năm 1893.